# مركز الأعمال الدولي (موسكو)

موسكو مركز الأعمال الدولي.

موسكو مركز الأعمال الدولي (بالروسية:Московский международный деловой центр) هي منطقة تجارية في وسط موسكو، روسيا. منطقة مدينة موسكو هي حاليا قيد التطوير. بحلول عام 2014 كان حجم الاستثمارات في مدينة موسكو ما يقرب من $12 مليار.
ومن المتوقع أن تصبح المنطقة الأولى في روسيا في الجمع بين النشاط التجاري، والفضاء والترفيه يعيشون في تطوير واحدة في مدينة موسكو. أولا تصور حكومة موسكو المشروع في عام 1992. ويقدر 250,000 - 300,000 شخص سيعملون في، يعيشون في، أو يزورون المجمع في أي وقت من الأوقات.
يشمل موسكو مدينة 6 ناطحات السحاب مع أقصى ارتفاع 300 متر أو أكثر (شانغهاى 5، هونغ كونغ لديها 6، شيكاغو 6 نيويورك لديها 7). أطول مبنى في أوروبا، برج الاتحاد، في مدينة موسكو. ويضم المجمع أيضا ثاني أطول، ثالث أطول ناطحة سحاب خامس أطول، سادس أطول مبنى، والسابعة وأطول المباني في أوروبا.